# Micropholis brochidodroma
Espèce
Statut de conservation UICN

 VU B1+2c : Vulnérable
Classification phylogénétique
Micropholis brochidodroma est une espèce de plantes à fleurs de la famille des Sapotaceae. C'est un arbre originaire du Pérou.

## Description
C'est un arbre.

## Répartition
La plante est endémique aux forêts de la région de Loreto, sur les sols sableux, entre 150 et 200 m.